# Roberto Rojas (labdarúgó, 1955)
Roberto Rojas Tardio (Lima-Rímac, 1955. október 26. – Lima-Chorrillos, 1991. szeptember 27.) válogatott perui labdarúgó, hátvéd.

## Pályafutása

### Klubcsapatban
1975 és 1985 között az Alianza Lima, 1986-ban a Sporting Cristal, 1987-ben a Deportivo Municipal, 1987–88-ban ismét az Alianza labdarúgója volt. 1975-ban, 1977-ben és 1978-ban bajnok volt az Alianza csapatával.

### A válogatottban
1978 és 1983 között 27 alkalommal szerepelt a perui válogatottban. Részt vett az 1978-as argentínai világbajnokságon. Tagja volt az 1983-as Copa Américán bronzérmes csapatnak.

## Sikerei, díjai
Peru
- Copa América
  - bronzérmes: 1983

 Alianza Lima
- Perui bajnokság
  - bajnok (3): 1975, 1977, 1978